# Josetxo
Pour les articles homonymes, voir Urtasun (homonymie).
José Romero Urtasun dit Josetxo est un footballeur espagnol, né le 25 février 1977 à Pampelune en Espagne. 
Il effectue la majorité toute sa carrière à l'Osasuna Pampelune au poste de défenseur central.

## Palmarès
- Osasuna Pampelune
  - Finaliste de la Coupe d'Espagne : 2005